# 曼哈頓大橋
曼哈頓大橋（英語：Manhattan Bridge）是一條位於美國紐約州紐約市的懸索橋，跨越東河連接曼哈頓與布魯克林。曼哈頓大橋是由波蘭裔的Ralph Modjeski所設計建造，而橋的纜索是由設計里昂·莫伊塞弗所設計，他後來設計了在1940年倒塌的塔科馬海峽吊橋。橋的設計為兩層道路，上層有雙向共4條車道，下層包括雙向可轉換3線道、4條地鐵路線、人行道、自行車道。下層的3線道可以在尖峰時間時全部單向通行，或是分為雙向一方向2線道與另一方向1線道。紐約州道27號在以前曾經通行曼哈頓大橋，未來478號州際公路計畫行經曼哈頓橋。目前曼哈頓橋並不徵收通行費，以前曾有考量過收取通行費以支付保養費用，但是並未通過。

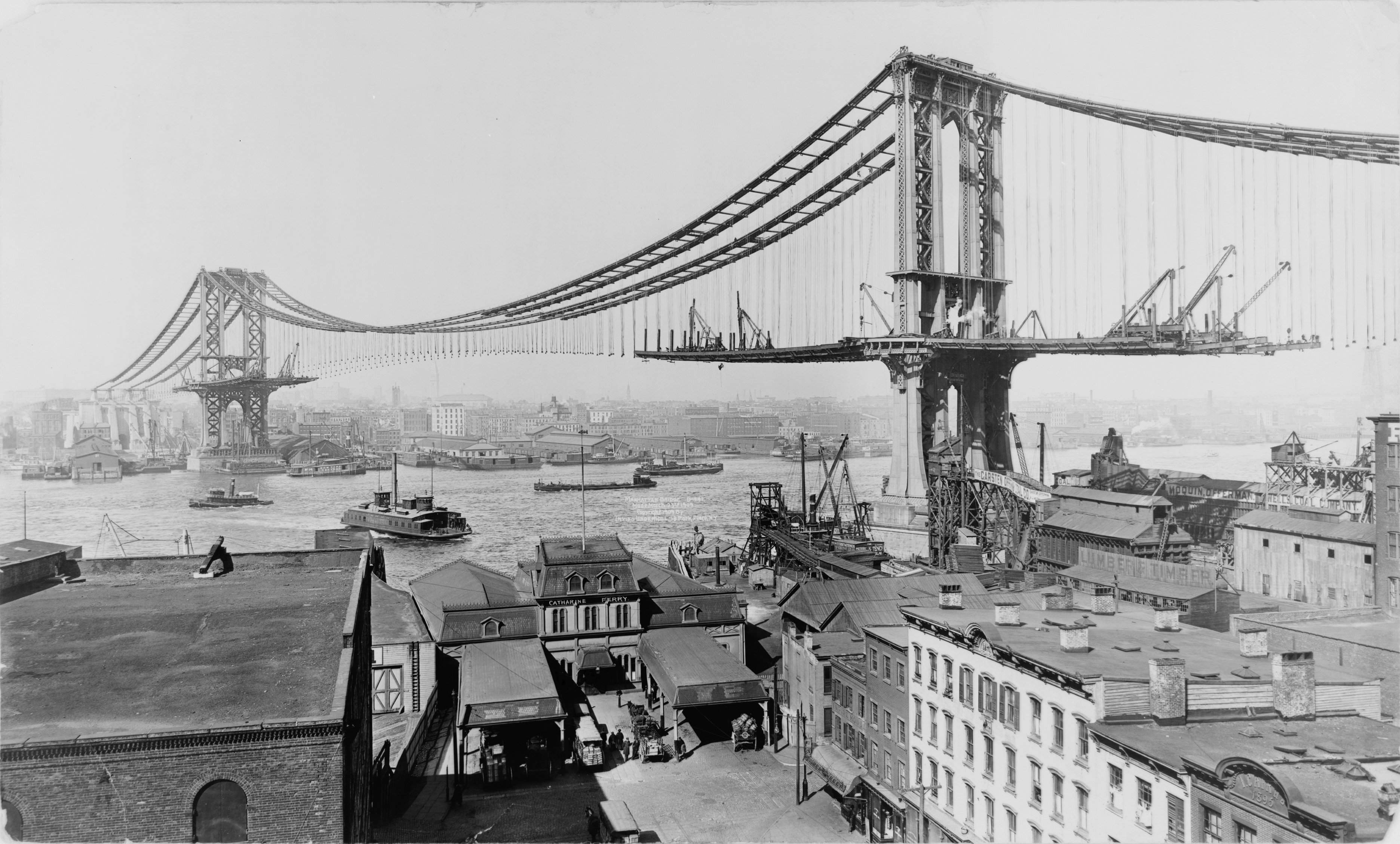
1909年建造中的曼哈頓大橋